# Neckera puiggarii
Neckera puiggarii är en bladmossart som beskrevs av Geheeb och Georg Ernst Ludwig Hampe 1879. Neckera puiggarii ingår i släktet fjädermossor, och familjen Neckeraceae. Inga underarter finns listade i Catalogue of Life.